# 長谷川慶子
長谷川 慶子（はせがわ けいこ、1977年5月29日 - ）は、元テレビ新潟アナウンサー、元NHK新潟放送局キャスター。
新潟県新潟市出身。新潟明訓高等学校卒業。新潟国際情報大学卒業。趣味はカメラ、旅行。特技（好きなスポーツ）はバスケットボール、野球。
NHK新潟放送局退社後、2010年3月12日放送の夕方ワイド新潟一番内でテレビ新潟の退社を発表。

## 過去の担当番組

### NHK新潟放送局時代
- くらしのガイドにいがた
- 小さな旅

### テレビ新潟放送網時代
- 夕方ワイド新潟一番（新潟一番NEWS担当）
- スポーツ中継リポーター